# Sansevieria patens
Sansevieria patens är en sparrisväxtart som beskrevs av Nicholas Edward Brown. Sansevieria patens ingår i släktet bajonettliljor, och familjen sparrisväxter. Inga underarter finns listade i Catalogue of Life.